# 삼성 갤럭시 (스마트폰)
삼성 갤럭시(Samsung GALAXY)는 삼성이 제조한 스마트폰으로, 구글과 오픈 핸드셋 얼라이언스가 리눅스 기반의 안드로이드 운영체제를 구매하여 개발하여 당시 다른 주요 스마트폰 플랫폼인 심비안, 블랙베리 OS, 아이폰 OS에 대한 공개 경쟁자를 만들었다. 이 운영체제는 사용자 지정 가능한 그래픽 사용자 인터페이스, Gmail과 같은 구글 서비스와의 통합, 앱에서 푸시된 최근 메시지 목록을 표시하는 알림 시스템, 추가 앱 다운로드를 위한 안드로이드 마켓을 제공한다.
이 기기는 2009년 4월 27일에 발표되었고 2009년 6월 29일에 HTC 드림 (T-Mobile G1로 판매됨)에서 소개된 안드로이드 운영체제를 사용하는 최초의 삼성 모바일 기기로 출시되었으며, 장기간 이어지는 갤럭시 시리즈의 첫 번째 기기가 되었다. 2010년에는 삼성 갤럭시 S가 그 뒤를 이었다.

## 기능
갤럭시(Galaxy)는 GSM 쿼드밴드를 제공하는 스마트폰이며, 7.2 Mbit/s의 HSDPA 삼중밴드(900/1700/2100)를 발표했다(하지만 삼성의 덴마크어, 핀란드어, 노르웨이어, 스웨덴어 버전은 UMTS 900/2100 듀얼밴드만 언급한다). 이 전화기는 3.2인치 AMOLED 정전식 터치스크린, 전원 LED 플래시가 있는 5 메가픽셀 자동 초점 카메라, 디지털 나침반을 특징으로 한다. 최초의 안드로이드 전화기인 HTC 드림 (미국에서는 T-Mobile G1으로 알려짐)과는 달리, i7500은 표준 3.5mm 헤드폰 잭을 가지고 있으며, 트랙볼 대신 방향 패드를 가지고 있다.
갤럭시는 구글 검색, Gmail, 유튜브, 구글 캘린더, 구글 토크를 포함한 구글 모바일 서비스 제품군을 제공한다. 이 전화기의 GPS는 내 위치 및 구글 래티튜드와 같은 구글 지도 기능을 가능하게 한다. 또한 MP3, AAC (아이튠즈 플러스 다운로드 포함) (코덱만 지원하며 .aac 형식은 지원하지 않음), H.264 비디오를 지원한다. 스포티파이 음악 스트리밍 서비스의 베타 버전도 안드로이드 마켓플레이스를 통해 이 전화기에서 사용할 수 있었다.

## 비판
소프트웨어 업데이트 부족으로 인해 삼성은 오리지널 갤럭시 사용자들로부터 비판을 받았다.
일부 국가에서는 삼성전자가 갤럭시의 소프트웨어를 안드로이드 도넛 (1.6) 버전으로 업데이트했다. 다른 국가의 사용자들은 기기를 손상시킬 위험을 감수하고 수동으로 다운로드하여 업데이트할 수 있었다.

## 경쟁 기종
- HTC 드림

## 같이 보기
- 삼성 옴니아 II
- 삼성 옴니아 HD
- 삼성 제트